# سيلينا (فلم 2009)
 سيلينا فيلم سوري مقتبس من مسرحية (هالة والملك) لفيروز والأخوين رحباني التي عُرضت عام 1967 على مسرح معرض دمشق الدولي وجرت أحداثها في ساحة اسمها سيلينا. الفيلم من إخراج حاتم علي وبطولة ميريام فارس ونخبة من الممثلين السوريين واللبنانيين في مقدمتهم الفنان دريد لحام.

## طاقم العمل
- ميريام فارس
- دريد لحام
- أيمن رضا- نضال سيجري
- أحمد الأحمد
- باسل خياط
- جرجس جبارة
- أندريه سكاف
- قمر عمرايا

- ومن لبنان
- أنطوان كرباج
- جورج خباز
- الديكور والملابس من تصميم غازي قهوجي
- الكيورغراف للفنان جهاد مفلح مع فرقة إنانا السورية
- المنتج المنفذ : رياض محفوظ
- الغرافيك ومؤثرات المرئية : عبد الرحمن المهايني.

## وصلات خارجية
- مقالات تستعمل روابط فنية بلا صلة مع ويكي بيانات